# فدراسیون فوتبال کاستاریکا
فدراسیون فوتبال کاستاریکا (اسپانیایی: Federación Costarricense de Fútbol‎) نهاد اداره‌کننده مسابقات فوتبال و فوتسال در کشور کاستاریکا است.
این فدراسیون که در سال ۱۹۲۱ تأسیس شده عضو کونکاکاف و فیفا نیز می‌باشد و مقر آن در شهر سان خوزه است.